# Mola de les Bruixes
La Mola de les Bruixes és un cim de 278 metres que es troba al municipi d'Ulldecona, a la comarca del Montsià.
Rep el nom de "Mola de les Bruixes" a causa de la Cova de les Bruixes que es troba al vessant nord-est del tossal a la vora de la carretera TV-3313 que va d'Ulldecona a Godall.